# شوانفلد (زاکسن-آنهالت)
شوانفلد (به آلمانی: Schwanefeld) یک منطقهٔ مسکونی در آلمان است که در ائبیسفلده-وفرلینگن واقع شده‌است. شوانفلد ۲۸۷ نفر جمعیت دارد.